# Carmen Caballero
Carmen Caballero, es una actriz española conocida por sus trabajos en televisión.

## Biografía
Es una actriz española conocida por papeles en series como Manos a la obra, Hospital Central, Bicho malo (nunca muere), La familia Mata, Hay alguien ahí o Bandolera (1ª temporada). Es actriz y administradora de Impropium, compañía de teatro. Ha intervenido en montajes de diferentes obras e interpretado a varios personajes en obras de teatro.

## Filmografía
Televisión'
| Año  | Título                   | Papel        |  |
| ---- | ------------------------ | ------------ |  |
| 1999 | Manos a la obra          |              |  |
| 2008 | Hospital Central         |              |  |
| 2009 | Bicho malo (nunca muere) |              |  |
| 2009 | La familia Mata          |              |  |
| 2009 | Hay alguien ahí          | Teresa       |  |
| 2011 | Bandolera                | Rosa La Maña |  |